# Saint-Triphon et Charpigny
Saint-Triphon et Charpigny est un site préhistorique de l'Âge du bronze et de l'Âge du fer situé dans le village de Saint-Triphon, sur le territoire de la commune d'Ollon, dans le canton de Vaud, en Suisse.

## Historique
Les premières fouilles effectuées sur la zone de Saint-Triphon et Charpigny sont l'œuvre d'Albert Naef, archéologue cantonal, entre 1895 et 1899. Des recherches ultérieures sont menées par Olivier Dubuis en 1938 et 1939, puis par Olivier-Jean Bocksberger entre 1950 et 1960. Enfin, le site a été à nouveau fouillé entre 1972 et 1979, à la suite de l'ouverture à l’exploitation de la carrière du Lessus voisine.

## Description du site
Le site se présente comme un promontoire rocheux sur lequel se dresse la tour de Saint-Triphon. Les carrières formant les falaises des collines sont exploitées dès le Néolithique pour l'extraction de la pierre de calcaire qui s'y trouve. La plaine entre les collines a, quant à elle, été probablement utilisée dès l'Antiquité comme pâturage pour les troupeaux des nombreuses habitations attenantes.

## Chronologie
Les objets trouvés sur le site représentent une période allant de l'Âge du bronze ancien jusqu'à la fin du second Âge du fer.
Cette collection, principalement propriété d'une famille locale, a été exposée pour la première fois au public en 2005 dans le cadre d'une exposition intitulée « La civilisation du Rhône ».

## Protection
Le site est classé comme bien culturel d'importance nationale.